# 葡萄牙單臂鰨
葡萄牙單臂鰨為輻鰭魚綱鰈形目鰨亞目鰨科的其中一種，為亞熱帶海水魚，分布於東大西洋區，從葡萄牙至迦納、地中海海域，棲息深度10-250公尺，體長可達20公分，棲息在沙泥底質底層水域，生活習性不明，可作為食用魚。